# Santi Cazorla
Santiago Cazorla González (phát âm tiếng Tây Ban Nha: [sanˈtjaɣo ˈsanti kaˈθoɾla ɣonˈθaleθ]; sinh ngày 13 tháng 9 năm 1984), hay thường gọi là Santi Cazorla là một cầu thủ bóng đá chuyên nghiệp người Tây Ban Nha thi đấu cho câu lạc bộ Al Sadd của giải vô địch quốc gia Qatar. Là một cựu tuyển thủ quốc gia Tây Ban Nha, Cazorla chủ yếu hoạt động ở vị trí tiền vệ công, song cũng có thể chơi tiền vệ cánh, tiền vệ trung tâm hoặc cầu thủ làm bóng lùi sâu.
Cazorla bắt đầu sự nghiệp chơi bóng chuyên nghiệp tại Villarreal vào năm 2003 sau khi gây ấn tượng ở lứa trẻ của câu lạc bộ quê nhà Real Oviedo. Anh tiếp tục phát triển tại Villarreal trước một quãng thời gian ngắn gắn bó với câu lạc bộ đối tác Recreativo de Huelva. Sau khi trở thành cầu thủ nổi bật của đội trong mùa giải vô địch Tây Ban Nha 2006–07, góp công đưa đội cán đích trong top 10 và giật giải Cầu thủ Tây Ban Nha của năm, Cazorla trở lại Villarreal với mức phí 1,2 triệu euro ở mùa bóng kế tiếp. Kế đó anh khẳng định chỗ đứng là một nhân tố quan trọng của đội, thường xuyên có tên trong Đội hình tiêu biểu của giải vô địch Tây Ban Nha. Năm 2011, sau 5 mùa giải ở bờ biển Tây Ban Nha, Cazorla chuyển tới đầu quân cho câu lạc bộ Málaga của giải vô địch Tây Ban Nha với mức phí kỷ lục của đội là 21 triệu euro, ở nơi đây anh nổi danh với tốc độ, những cú sút chuẩn xác, khả năng thay đổi nhịp độ lối chơi và giữ bóng tuyệt vời.
Sau mùa giải 2011–12, do tình hình tài chính ngặt nghèo của Málaga, anh chuyển tới thi đấu cho câu lạc bộ Arsenal của giải Ngoại hạng Anh với mức phí 10 triệu euro; ở nơi đây anh trở thành nhân tố chủ chốt trong đội hình ở năm đầu tiên của mình tại câu lạc bộ (ghi tới 13 kiến tạo), rồi được bầu chọn là Cầu thủ hay nhất mùa của Arsenal, cũng như được liệt là một trong những cầu thủ bóng đá hay nhất tại châu Âu bởi Bloomberg. Cazorla là nhân tố không thể thiếu trong hành trình chấm dứt 9 năm khát danh hiệu của Pháo thủ, anh ghi một bàn thắng sút phạt quan trọng để đoạt Cúp FA vào năm 2014. Anh dính nhiều chấn thương trong những năm cuối ở Anh, và 6 năm gắn bó với Arsenal của Carzola khép lại vào năm 2018. Tiếp đó anh trở về Villarreal lần thứ ba; trong hai mùa giải đầu tiên, anh lập kỷ lục nhiều trận ra sân nhất, nhiều bàn thắng nhất và kiến tạo nhất cho đội kể từ năm 2015. Năm 2020, anh ký hợp đồng gia nhập câu lạc bộ Al Sadd của Qatar.
Cazorla có trận ra mắt tuyển quốc gia Tây Ban Nha trong trận thắng trước Peru vào tháng 5 năm 2008, và luân phiên đá chính trong các chiến dịch chinh phục giải vô địch châu Âu năm 2008 và 2012, cũng như chơi bóng tại giải vô địch thế giới 2014. Anh ghi bàn thắng đầu tiên cho đội tuyển trong trận giao hữu gặp Chile, rồi sau cùng có được 81 lần ra sân cùng 15 bàn thắng cho đội bóng xứ đấu bò.

## Sự nghiệp cấp câu lạc bộ

### Villarreal
Chào đời tại Llanera, Asturias, Cazorla bắt đầu nghiệp chơi bóng cho câu lạc bộ địa phương Real Oviedo, rồi được Villarreal chiêu mộ 6 tháng trước khi bước sang tuổi 18, do Oviedo gặp khủng hoảng tài chính trầm trọng, bị rớt hạng hai lần ở cuối mùa giải 2002–03 và thi đấu ở Tercera División. Tiếp đó, Cazorla chen chân vào đội dự bị, có màn ra mắt đội một vào ngày 30 tháng 11 năm 2003 trong chiến thắng 1–0 ở La Liga tại Deportivo de La Coruña, anh chơi một phút thay cho Roger, sau đấy có thêm một lần ra sân từ ghế dự bị trong mùa. Anh ghi bàn thắng đầu tiên trong chiến thắng 3–0 tại Odense Boldklub ở UEFA Intertoto Cup hè năm sau, để rồi Tàu ngầm vàng giành chức vô địch giải đấu. Chiếm suất đá chính trong chiến dịch mùa 2004–05, Cazorla ghi 4 bàn để đoạt vé cho đội lọt vào bán kết của Cúp UEFA mùa giải ấy. Ngày 1 tháng 5 năm 2005, anh nắm lấy cơ hội do Juan Román Riquelme dính án treo giò và ghi bàn thắng đầu tiên ở giải quốc gia trong chiến thắng 4–0 trước Getafe tại El Madrigal, rồi một tuần sau anh tiếp tục lập công trong chiến thắng 2–0 tại Málaga. Sau khi góp công giúp Tàu ngầm vàng cán đích ở vị trí số 4 chung cuộc, anh còn có hai lần ra không bàn thắng tại UEFA Champions League mùa giải sau mà Villarreal lọt vào bán kết.

### Recreativo
Ngày 7 tháng 7 năm 2006, đội bóng mới thăng hạng Recreativo de Huelva ký hợp đồng với Cazorla bằng mức phí 600.000 euro trong một bản hợp đồng dài 4 năm, kèm điều khoản cho phép anh có thể trở lại Villarreal (với giá 1,2 triệu euro), anh tiếp tục ghi bàn trong trận ra mắt chính thức trong chiến thắng 1–1 trên sân nhà của đội trước Mallorca vào ngày 27 tháng 8. Ngày 22 tháng 4 năm sau, anh dành tặng một bàn thắng cho cha mình José Manuel, vừa mới qua đời, trong trận thắng 4–2 trên sân nhà trước Racing de Santander; ở vòng đấu áp chót vào ngày 10 tháng 6, anh lập cú đúp trong chiến thắng 5–2 taị Deportivo de La Coruña. Màn trình diễn của anh đã giúp đội bóng vùng Andalusia cán đích ở vị trí thứ 8, đồng thời được vinh danh là Cầu thủ Tây Ban Nha hay nhất năm theo Don Balón (một thành viên của European Sports Magazines) với vị trí số một trong danh sách đánh giá.

### Trở lại Villarreal
Một năm sau, Villarreal kích hoạt điều khoản trong hợp đồng của Cazorla và đem anh trở lại vì đội tin rằng anh đã tự chứng tỏ được bản thân. Ở mùa giải đầu tiên trong lần gắn bó thứ hai, anh là nhân tố trong đội hình giành ngôi á quân chung cuộc của Villarreal, đóng góp những đường kiến tạo cho Nihat Kahveci và Giuseppe Rossi lập công, đồng thời kiếm về 5 bàn thắng cho riêng anh. Ngày 26 tháng 8 năm 2008, Cazorla thông báo rằng Real Madrid đang quan tâm chiêu mộ anh. Rồi anh gây xôn xao trênn phương tiện truyền thông khi từ chối đội bóng Hoàng gia bằng phát ngôn: "Có nhiều thứ khác trong bóng đá ngoài Real Madrid. Rõ ràng là tôi có thể nói 'không' với họ, họ chắc chắn là một đội bóng tuyệt vời, nhưng tôi cũng cảm thấy rất hài lòng và hãnh diện ở câu lạc bộ của mình." Anh chia sẻ thêm: "Tôi hi vọng có thể tiếp tục trưởng thành tại Villarreal vì tôi còn trẻ, và tôi chỉ mới bước đầu thi đấu cho tuyển quốc gia."
Trong trận đấu ở giải quốc gia chạm trán Almería vào đầu tháng 4 năm 2009, Cazorla dính chấn thương ở xương mác bên phải sau một pha va chạm với hai cầu thủ đối thương. Anh bỏ lỡ nhiều trận đấu song el Submarino Amarillo vẫn đoạt vé dự đấu trường Europa League, do cầu thủ này trở lại sân sớm hơi dự kiến trong trận chung kết của đội, chiến thắng 3–2 tại Mallorca và kết thúc mùa giải với 8 bàn thắng. Cazorla vật lộn với chấn thương trong mùa giải 2009–10, tiếp tục lỡ cơ hội dự giải vô địch bóng đá thế giới 2010. Anh trở lại trạng thái thể lực tốt nhất trong mùa bóng kế tiếp, chỉ lỡ một trận và ghi 5 bàn, đưa Villarreal cán đích ở vị trí thứ 4 và giành quyền dự Champions League.

### Málaga
Ngày 26 tháng 7 năm 2011, Cazorla rời Villarreal và trở lại xứ Andalusia để đầu quân cho câu lạc bộ Málaga với mức phí 21 triệu euro. Anh ghi bàn trong trận ra mắt chính thức vào ngày 28 tháng 8, lập công từ một cú đá phạt trực tiếp trong trận thua sân khách 1–2 trước đội láng giềng Sevilla. Ngày 12 tháng 9, anh lập cú đúp bàn thắng và kiến tạo một bàn trong một trận derby địa phương khác, chiến thắng 4–0 trên sân nhà trước Granada, 9 hôm sau anh ghi bàn thứ 4 sau chỉ 4 trận (một lần nữa từ chấm đá phạt) trong trận thắng 1–0 trên sân nhà trước Athletic Bilbao. Ngày 18 tháng 3 năm 2012, Cazorla ghi bàn ở chấm đá phạt vào phút bù giờ trong trận hòa 1–1 trên sân khách trước Real Madrid, kết thúc mùa giải ở vị trí số hai trong danh sách chân sút ghi nhiều bàn nhất của đội (chỉ sau Salomón Rondón), giúp Málaga cán đích ở vị trí thứ 4 và đoạt vé dự Champions League lần đầu tiên trong lịch sử câu lạc bộ.

### Arsenal

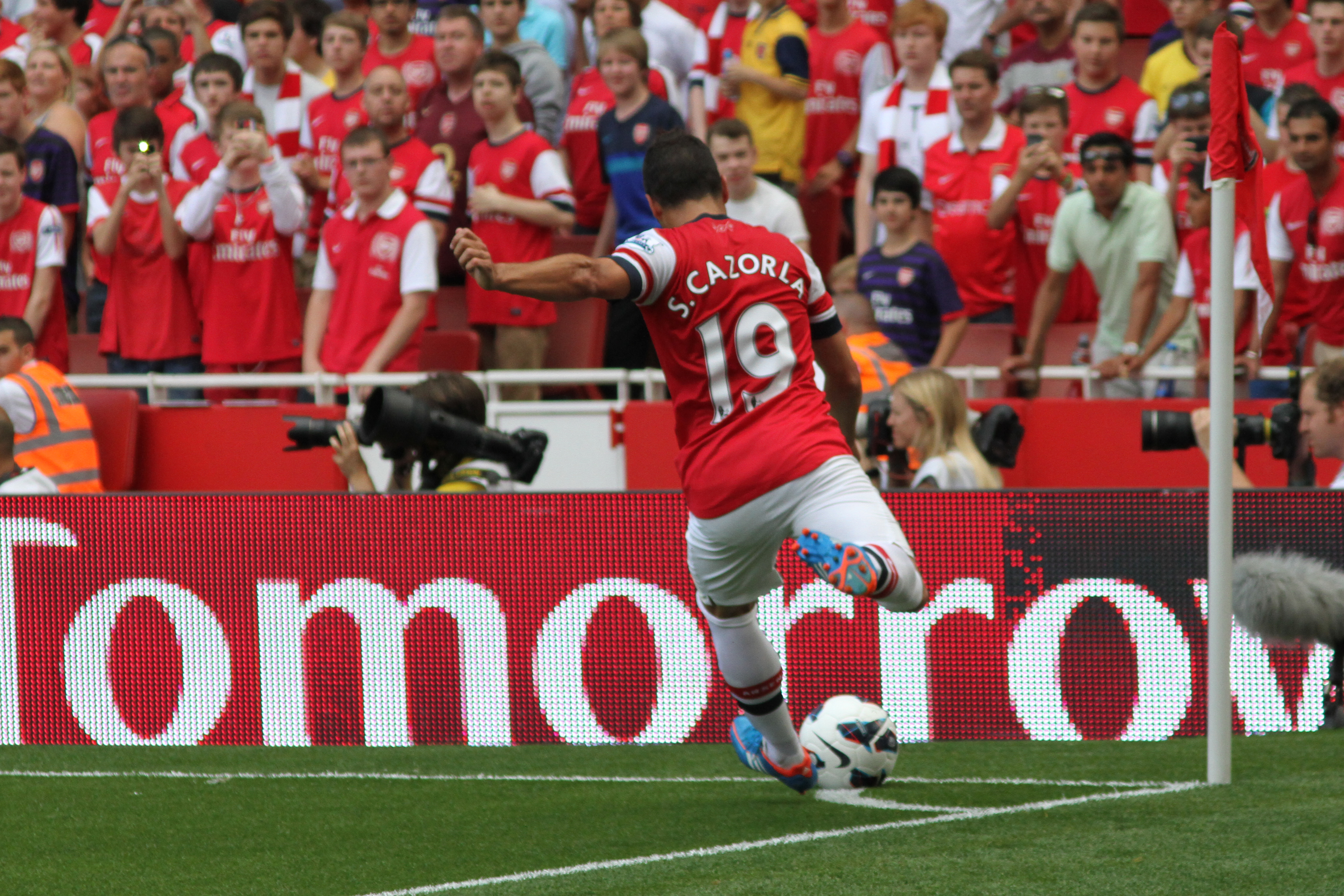
Cazorla đang thực hiện quả đá phạt góc cho Arsenal

Ngày 7 tháng 8 năm 2012, Cazorla được xác nhận đã chính thức ký một bản hợp đồng dài hạn với câu lạc bộ Arsenal của giải Ngoại hạng Anh kèm mức phí 10 triệu bảng Anh. Anh trở thành bản hợp đồng lớn thứ ba của Arsène Wenger trong mùa hè sau khi chân sút tấn công người Đức Lukas Podolski và tiền đạo người Pháp Olivier Giroud cập bến đội. Cazorla đã giành giải cầu thủ hay nhất trận anh ra mắt câu lạc bộ đối đầu với Sunderland. Anh ghi bàn đầu tiên cho Arsenal trong trận thắng 2–0 trước Liverpool ở Anfield và ghi cú hat-trick đầu tiên cho câu lạc bộ vào lưới Reading, màn trình diễn ấy đã đem về cho anh thêm một giải thưởng cầu thủ hay nhất trận nữa. Mặc cho khởi đầu thành công ở đội bóng mới, Cazorla bị vướng vào tranh cãi trong trận đấu gặp West Bromwich Albion, khi anh kiếm về một quả phạt đền sau khi dường như bị Steven Reid đốn ngã, nâng tỉ số lên 1–0 và kết quả chung cuộc là trận thắng 2–0 trên sân nhà. Tuy nhiên, những đoạn phát lại tình huống trên truyền hình lại cho thấy không hề có tác động giữa Reid và Cazorla; làm cho Wenger đưa ra lời xin lỗi vì Cazorla được hưởng một quả phạt đền và cho biết cầu thủ người Tây Ban Nha có thể đối mặt với án kỷ luật vì ngã vờ xuống đất; vị huấn luyện viên còn tiết lộ Carzola đã nói với ông rằng anh "bị va chạm, mất thăng bằng."
Ngày 14 tháng 5 năm 2013, Cazorla kiến tạo cả 4 bàn thắng của Arsenal trong trận thắng 4–1 quan trọng Wigan Athletic, làm đối thủ rớt hạng và đảm bảo vị trí thứ 4 cho Pháo thủ để giành quyền dự Champions League. Cazorla kết thúc mùa giải đầu tiên tại Anh một cách xuất sắc, là cầu thủ Arsenal duy nhất chơi toàn bộ 38 trận ở Ngoại hạng Anh, và vào ngày 31 tháng 5 năm 2013, anh được vinh danh là Cầu thủ hay nhất mùa 2012–13 của Arsenal. Anh khép lại mùa giải đầu tiên tại Arsenal với 12 bàn thắng và 14 kiến tạo sau 49 trận ra sân. "Tôi nghĩ anh ấy là một cầu thủ bị đánh giá thấp quá đà một chút ở giải Ngoại hạng Anh," Wenger chia sẻ với Arsenal. "Khi bạn nghĩ anh ta không có trong đội hình tiêu biểu mùa giải của [PFA] do các cầu thủ lựa chọn, điều đó khá khắc nghiệt. Cá nhân tôi sẽ đưa anh ấy vào đội hình đó."

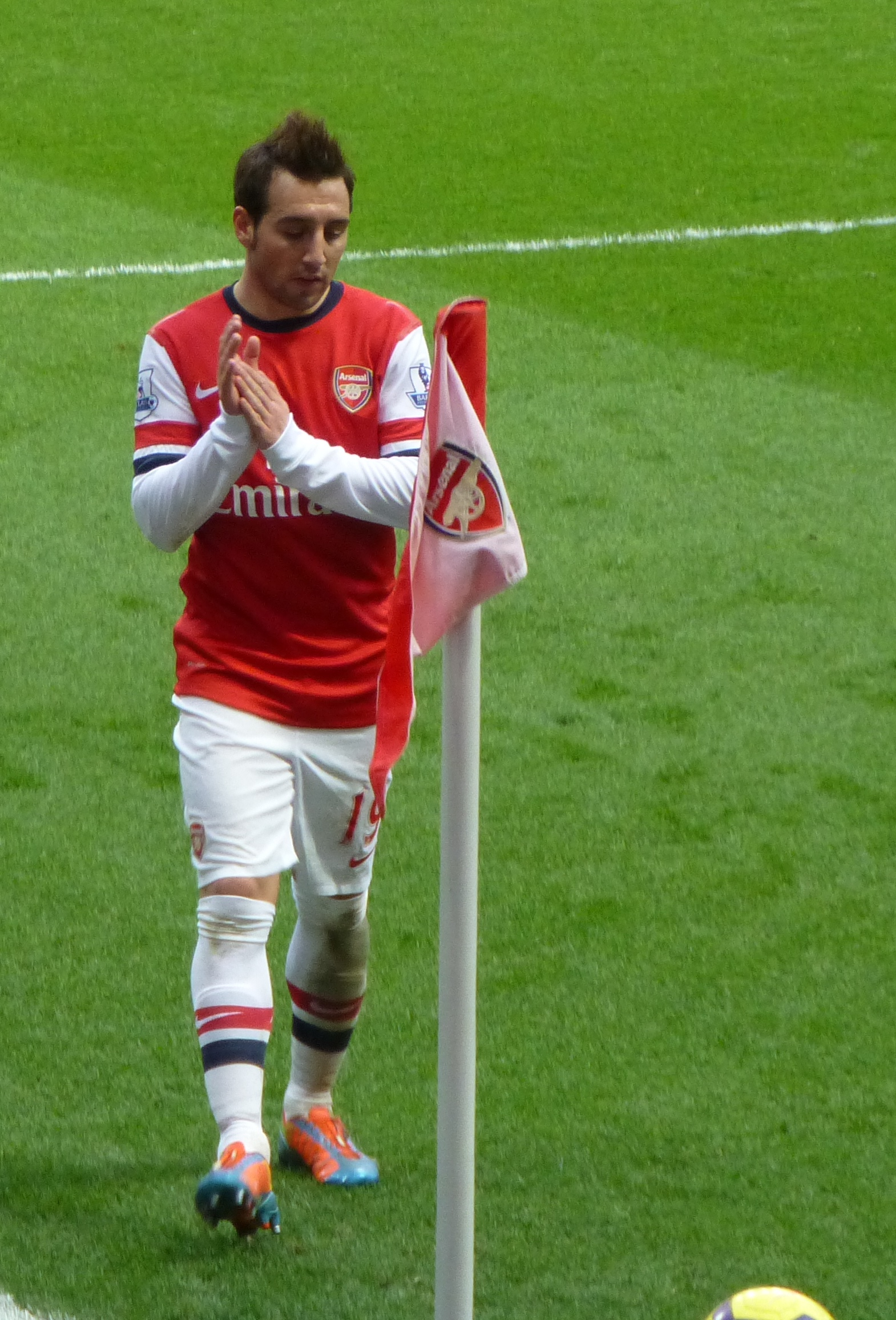
Cazorla chuẩn bị thực hiện một quả đá phạt góc trong trận tiếp đón Sunderland ở Ngoại hạng Anh vào ngày 22 tháng 2 năm 2014.

Cazorla trở lại tập huấn tiền mùa giải muộn ít tuần hơn thường lệ do bận tham gia Cúp Liên đoàn các châu lục cùng tuyển Tây Ban Nha. Anh khởi động từ ghế dự bị trong trận gặp Aston Villa, song được đưa vào sân ở giữa hiệp sau chấn thương của Alex Oxlade-Chamberlain. Anh thi đấu mọi phút trong các trận của Arsenal sau đó và đóng vai trò quan trọng trong chuỗi ba chiến thắng liên tiếp của đội ở đầu mùa bóng. Chân sút Tây Ban Nha dính chấn thương mắt cá vào tháng 9 trước trận gặp Sunderland, làm anh phải ngồi ngoài đến hết tháng ấy. Ngày 30 tháng 11 năm 2013, Cazorla có trận đấu thứ 300 trong sự nghiệp ở giải đấu hàng đầu, khi anh đá chính cho Arsenal trong trận thắng 3–0 trước Cardiff City.
Cazorla thể hiện những màn trình diễn chói sáng vào tháng 1. Anh góp công giúp Arsenal chiến thắng Tottenham trên sân nhà trước khi ghi một cú đúp trong trận thắng khác trên sân nhà trước đối thủ Fulham. Những bàn thắng tiếp tục tìm đến cầu thủ 29 tuổi với những pha lập công vào lưới Coventry City và Southampton. Cazorla đá mọi phút trong 7 trận đấu của Arsenal vào tháng 3 và cam kết tương lai lâu dài với Pháo thủ bằng việc đặt bút ký một bản hợp đồng mới.
Cazorla ghi bàn thắng quyết định trên chấm luân lưu vào lưới Wigan để đưa Arsenal tới trận chung kết của Cúp FA tại sân vận động Wembley. Chân sút người Tây Ban Nha cũng có thêm một pha kiến tạo nữa khi quả phạt góc của anh tạo điều kiện cho Giroud đánh đầu vào lưới West Brom và ghi bàn thắng đầu tiên của Arsenal – một quả đá phạt trực tiếp – trong thế bị dẫn trước 2–0 để hạ Hull City 3–2 chung cuộc trong trận chung kết Cúp FA 2014, qua đó giành cúp bạc đầu tiên cùng câu lạc bộ. Anh kết thúc chiến dịch với 7 bàn thắng và 47 trận đá ở mọi đấu trường.
Cazorla bắt đầu chiến dịch mùa 2014–15 với một bàn thắng nữa ở sân Wembley, anh ghi bàn mở điểm cho Arsenal trước Manchester City trong trận Siêu cúp Anh 2014. Ngày 30 tháng 5 năm 2015, Cazorla được lựa chọn đá chính tại Chung kết Cúp FA 2015, anh chơi trọn 90 phút và được bầu là cầu thủ hay nhất trong trận thắng 4–0 trước Aston Villa tại Wembley. Anh kết thúc mùa giải Ngoại hạng Anh với 11 bàn thắng, cao thứ hai giải đấu (sau tiền vệ Cesc Fàbregas của Chelsea) và 7 bàn thắng.
Cazorla bắt đầu mùa giải 2015–16 thật mạnh mẽ, đá mọi trận đấu cho Arsenal từ đầu chiến dịch, những phân tích cho thấy anh là chân chuyền chính xác và bận rộn nhất giải. Tuy nhiên vào ngày 30 tháng 11 năm 2015, anh dính chấn thương đầu gối trong trận đấu với Norwich City và ngồi ngoài ít nhất 3 tháng. Thực tế, anh vắng mặt cho tới trận đấu cuối mùa vào ngày 15 tháng 5 năm 2016, khi Cazorla được bầu là cầu thủ hay nhất trận thắng 4–0 trước đối thủ đã xuống hạng Aston Villa, đảm bảo vị trí á quân cho Pháo thủ.

### Trở lại Villarreal lần thứ hai
Sau khi rời Arsenal, Cazorla dành thời gian ngắn tập cùng đội trẻ tại Alavés. Tiếp đó anh trở về câu lạc bộ cũ Villarreal để tập luyện cùng họ trong phần còn lại của giai đoạn tiền mùa giải và chứng tỏ thể chất của mình. Anh đá trận đầu tiên sau 636 ngày khi xuất hiện trong một trận giao hữu với Hércules. Anh vào sân từ ghế dự bị ở phút thứ 57 và nhận được sự chào đón nồng nhiệt. Ngày 9 tháng 8 năm 2018, bản hợp đồng của anh chính thức được câu lạc bộ thông báo.
Cazorla ghi bàn thứ hai cho đội trong trận hủy diệt Real Betis 5–1 vào ngày 27 tháng 9 năm 2019. Với bàn thắng này, anh trở thành tiền vệ ghi nhiều bàn nhất trong lịch sử Villarreal với 46 bàn thắng (kỷ lục cũ từng thuộc về Juan Román Riquelme). Anh kết thúc mùa bóng với 10 kiến tạo, cao thứ ba tại giải đấu.
Ngày 19 tháng 7 năm 2020, Cazorla có trận cuối đá cho Villarreal, trong trận thắng 4–0 trước Eibar. Trước khi lên ghế dự bị ở phút thứ 82 của trận đấu, anh kiến tạo bàn mở tỉ số của André-Frank Zambo Anguissa. Anh khép lại mùa giải với 11 bàn thắng (cao đồng hạng 10) và 9 kiến tạo (cao thứ ba) tại giải. Cazorla được các đồng đội và đối thủ xếp hàng theo hình thức bảo vệ danh dự khi anh có mặt trên đường pitch.

### Al Sadd
Ngày 20 tháng 7 năm 2020, Al Sadd xác nhận rằng Cazorla đã gia nhập câu lạc bộ dưới sự dẫn dắt của đồng đội cũ Xavi. Ngày 30 tháng 8, Cazorla ghi bàn trong trận ra mắt, trận bán kết Qatari Stars Cup thắng đối thủ Al Ahli. 4 hôm sau, anh ghi một cú đúp trong một trận đấu ở giải vô địch Qatar 2020–21 vào lưới Al-Kharaitiyat.

## Sự nghiệp cấp đội tuyển
Cazorla bắt đầu sự nghiệp thi đấu tuyển ở màu áo U-21 Tây Ban Nha, dưới quyền huấn luyện viên Iñaki Sáez. Anh được gọi lên chuẩn bị cho trận play-off gặp Ý để tranh vé dự Thế vận hội Mùa hè 2004, anh chơi trận lượt đi khép lại với tỉ số 0–1 (bàn thắng thắng duy nhất ghi ở phút thứ 77 bởi Javier Arizmendi), song bỏ lỡ trận lượt về, và đội cuối cùng không giành được vé dự giải. Mặc cho thành công tại câu lạc bộ, Cazorla đã chật vật tìm suất đá chính thường xuyên cho Tây Ban Nha trong giai đoạn hoàng kim và cực thịnh của họ dưới triều đại của Vicente del Bosque.
Ngày 17 tháng 5 năm 2008, huấn luyện viên tuyển quốc gia Luis Aragonés làm báo chí Tây Ban Nha bất ngờ khi triệu tập Cazorla và Sergio García chưa từng ra sân vào đội hình dự giải vô địch bóng đá châu Âu 2008, thay vì những tiền vệ cánh thành danh như Joaquín và Albert Riera. Giải thích về quyết định này, Aragonés phát biểu: "Họ [Cazorla và García] là những cầu thủ thể hiện rất tốt và có tiềm năng tỏa sáng. Tự tôi quyết định giữa Riera và Cazorla để xem xét phong độ của từng cầu thủ."
Ngày 31 tháng 5 năm 2008, sau màn ra mắt ở trận thắng 2–1 giao hữu trước Peru, Cazorla ngồi ghế dự bị trong các trận đấu vòng bảng của Euro trước Nga, Thụy Điển và Hy Lạp, đồng thời vào sân thay người ở trận tứ kết gặp Ý, anh thực hiện quả phạt đền trong loạt sút luân lưu, kết quả chung cuộc là chiến thắng cho Tây Ban Nha. Trong trận chung kết, anh thi đấu 25 phút cuối thay David Silva, khi Tây Ban Nha đánh bại Đức 1–0 và giúp tuyển giành chức vô địch lớn đầu tiên của họ sau 44 năm.
Cazorla được điền tên vào đội hình sơ bộ 30 tuyển thủ Tây Ban Nha dự giải vô địch bóng đá thế giới 2014, và cũng nằm trong danh sách cuối để dự giải. Ngày 19 tháng 6, anh có màn ra mắt giải đấu khi vào sân ở 14 phút cuối thay thế Pedro trong trận gặp Chile tại sân vận động Maracanã ở trận thứ hai của vòng bảng. Tây Ban Nha để thua 2–0 và bị loại. Anh đá chính trong trận đấu thứ ba theo dạng thủ tục, chiến thắng trước Úc.
Ngày 9 tháng 10 năm 2015, Cazorla ghi hai bàn trong trận thắng 4–0 trước Luxembourg tại sân Estadio Las Gaunas ở Logroño, kết quả là đưa Tây Ban Nha dự Euro 2016. Anh thi đấu và ghi bàn trong trận thắng giao hữu trước tuyển Anh sau đó một tháng, nhưng không được lựa chọn vào đội hình dự Euro 2016 vì vừa trở lại sau chấn thương, và không lên tuyển vào năm 2016 hay 2017 do những vấn đề chấn thương dài hạn.
Sau khi trải qua các vấn đề chấn thương và trở lại thi đấu thường xuyên ở Villarreal, vào tháng 5 năm 2019, Cazorla được gọi lại lên tuyển Tây Ban Nha để chuẩn bị cho các trận vòng loại giải vô địch bóng đá châu Âu 2020. Ngày 7 tháng 6, anh có trận đá đầu tiên cho Tây Ban Nha kể từ tháng 11 năm 2015 (tức dài 1302 ngày), khi đá chính trong trận thắng 4–1 ở vòng loại trước Quần đảo Faroe. Đây cũng là một dấu mốc cho Cazorla khi anh đeo băng đội trưởng tuyển quốc gia lần đầu tiên ở hiệp hai của trận đấu, sau khi thay thế thủ quân thường xuyên của đội là Sergio Ramos.

## Đời tư
Cazorla nuôi ba chú chó, một trong số chúng có tên là Zlatan đặt theo cầu thủ bóng đá người Thụy Điển. Anh có một cậu con trai tên  Enzo và một con gái tên India; tên của chúng được anh xăm trên cánh tay, Cazorla sẽ hôn lên hình xăm sau khi ghi bàn, mặc dù mẫu thiết kế trên cánh tai trái đã bị hủy vào năm 2017 khi da cần được dùng ghép lên gót chân phải bị nhiễm trùng của anh. Thần tượng bóng thuở nhỏ của Cazorla là danh thủ bóng đá người Đan Mạch Michael Laudrup. Tháng 11 năm 2012, cùng với hai ngôi sao đồng hương Michu và Juan Mata ở giải Ngoại hạng Anh, anh đã mua cổ phần ở câu lạc bộ cũ Oviedo khi họ chật vật huy động 2 triệu euro để trụ hạng ở giải hạng ba của Tây Ban Nha.

## Thống kê

### Câu lạc bộ
Tính đến 26 tháng 5 năm 2021
| Câu lạc bộ         | Mùa giải           | Giải quốc gia      | Giải quốc gia | Giải quốc gia | Cúp  | Cúp | Cúp Liên đoàn | Cúp Liên đoàn | Châu Âu | Châu Âu | Khác | Khác | Tổng cộng | Tổng cộng |
| Câu lạc bộ         | Mùa giải           | Giải đấu           | Trận          | Bàn           | Trận | Bàn | Trận          | Bàn           | Trận    | Bàn     | Trận | Bàn  | Trận      | Bàn       |
| ------------------ | ------------------ | ------------------ | ------------- | ------------- | ---- | --- | ------------- | ------------- | ------- | ------- | ---- | ---- | --------- | --------- |
| Villarreal         | 2003–04            | La Liga            | 2             | 0             | 0    | 0   | —             | —             | —       | —       | —    | —    | 2         | 0         |
| Villarreal         | 2004–05            | La Liga            | 28            | 3             | 0    | 0   | —             | —             | 11      | 4       | —    | —    | 39        | 7         |
| Villarreal         | 2005–06            | La Liga            | 23            | 0             | 0    | 0   | —             | —             | 2       | 0       | —    | —    | 25        | 0         |
| Villarreal         | Tổng cộng          | Tổng cộng          | 53            | 3             | 0    | 0   | —             | —             | 13      | 4       | —    | —    | 66        | 7         |
| Recreativo         | 2006–07            | La Liga            | 34            | 5             | 0    | 0   | —             | —             | —       | —       | —    | —    | 34        | 5         |
| Recreativo         | Tổng cộng          | Tổng cộng          | 34            | 5             | 0    | 0   | —             | —             | —       | —       | —    | —    | 34        | 5         |
| Villarreal         | 2007–08            | La Liga            | 36            | 5             | 0    | 0   | —             | —             | 6       | 1       | —    | —    | 42        | 6         |
| Villarreal         | 2008–09            | La Liga            | 30            | 8             | 0    | 0   | —             | —             | 8       | 0       | —    | —    | 38        | 8         |
| Villarreal         | 2009–10            | La Liga            | 26            | 5             | 2    | 0   | —             | —             | 2       | 0       | —    | —    | 30        | 5         |
| Villarreal         | 2010–11            | La Liga            | 37            | 5             | 2    | 1   | —             | —             | 13      | 1       | —    | —    | 52        | 7         |
| Villarreal         | Tổng cộng          | Tổng cộng          | 129           | 23            | 4    | 1   | —             | —             | 29      | 2       | —    | —    | 162       | 26        |
| Málaga             | 2011–12            | La Liga            | 38            | 9             | 4    | 0   | —             | —             | —       | —       | —    | —    | 42        | 9         |
| Málaga             | Tổng cộng          | Tổng cộng          | 38            | 9             | 4    | 0   | —             | —             | —       | —       | —    | —    | 42        | 9         |
| Arsenal            | 2012–13            | Premier League     | 38            | 12            | 3    | 0   | 1             | 0             | 7       | 0       | —    | —    | 49        | 12        |
| Arsenal            | 2013–14            | Premier League     | 31            | 4             | 6    | 3   | 1             | 0             | 8       | 0       | —    | —    | 46        | 7         |
| Arsenal            | 2014–15            | Premier League     | 37            | 7             | 5    | 0   | 1             | 0             | 9       | 0       | 1    | 1    | 53        | 8         |
| Arsenal            | 2015–16            | Premier League     | 15            | 0             | 0    | 0   | 0             | 0             | 5       | 0       | 1    | 0    | 21        | 0         |
| Arsenal            | 2016–17            | Premier League     | 8             | 2             | 0    | 0   | 0             | 0             | 3       | 0       | —    | —    | 11        | 2         |
| Arsenal            | 2017–18            | Premier League     | 0             | 0             | 0    | 0   | 0             | 0             | 0       | 0       | 0    | 0    | 0         | 0         |
| Arsenal            | Tổng cộng          | Tổng cộng          | 129           | 25            | 14   | 3   | 3             | 0             | 32      | 0       | 2    | 1    | 180       | 29        |
| Villarreal         | 2018–19            | La Liga            | 35            | 4             | 1    | 1   | —             | —             | 10      | 2       | —    | —    | 46        | 7         |
| Villarreal         | 2019–20            | La Liga            | 35            | 11            | 5    | 4   | —             | —             | —       | —       | —    | —    | 40        | 15        |
| Villarreal         | Tổng cộng          | Tổng cộng          | 70            | 15            | 6    | 5   | —             | —             | 10      | 2       | —    | —    | 86        | 22        |
| Al Sadd            | 2020–21            | Qatar Stars League | 20            | 13            | 3    | 1   | 4             | 2             | 10      | 4       | 2    | 1    | 39        | 21        |
| Tổng kết sự nghiệp | Tổng kết sự nghiệp | Tổng kết sự nghiệp | 472           | 92            | 41   | 10  | 7             | 2             | 105     | 15      | 4    | 2    | 629       | 121       |

1. ↑  Bao gồm các trận của Cúp Nhà vua Tây Ban Nha và Cúp FA
2. ↑  Bao gồm các trận của Cúp Liên đoàn
3. 1 2  Số trận ra sân tại Cúp UEFA
4. ↑  Số trận ra sân tại UEFA Champions League
5. 1 2  Số trận ra sân tại UEFA Europa League
6. ↑  Hai trận ra sân và hai bàn thắng tại Qatari Stars Cup 2019–20, hai trận ra sân và một bàn thắng tại Qatari Stars Cup 2020–21
7. ↑  Các trận ra sân tại AFC Champions League
8. ↑  Các trận ra sân tại Qatar Cup

### Đội tuyển quốc gia
| Đội tuyển quốc gia | Năm       | Số trận đấu | Bàn thắng |
| ------------------ | --------- | ----------- | --------- |
| Tây Ban Nha        | 2008      | 13          | 1         |
| Tây Ban Nha        | 2009      | 11          | 1         |
| Tây Ban Nha        | 2010      | 5           | 0         |
| Tây Ban Nha        | 2011      | 10          | 2         |
| Tây Ban Nha        | 2012      | 11          | 4         |
| Tây Ban Nha        | 2013      | 11          | 3         |
| Tây Ban Nha        | 2014      | 9           | 0         |
| Tây Ban Nha        | 2015      | 8           | 3         |
| Tây Ban Nha        | 2019      | 3           | 1         |
| Tổng cộng          | Tổng cộng | 80          | 15        |

### Bàn thắng quốc tế
| #   | Ngày                 | Địa điểm                                                       | Đối thủ         | Bàn thắng | Kết quả | Giải đấu                 |
| --- | -------------------- | -------------------------------------------------------------- | --------------- | --------- | ------- | ------------------------ |
| 1.  | 19 tháng 11 năm 2008 | Sân vận động El Madrigal, Villarreal, Tây Ban Nha              | Chile           | 3–0       | 3–0     | Giao hữu                 |
| 2.  | 9 tháng 9 năm 2009   | Sân vận động Romano, Mérida, Tây Ban Nha                       | Estonia         | 2–0       | 3–0     | Vòng loại World Cup 2010 |
| 3.  | 4 tháng 6 năm 2011   | Sân vận động Gillette, Foxborough, Hoa Kỳ                      | Hoa Kỳ          | 1–0       | 4–0     | Giao hữu                 |
| 4.  | 4 tháng 6 năm 2011   | Sân vận động Gillette, Foxborough, Hoa Kỳ                      | Hoa Kỳ          | 3–0       | 4–0     | Giao hữu                 |
| 5.  | 26 tháng 5 năm 2012  | AFG Arena, St. Gallen, Thụy Sĩ                                 | Serbia          | 2–0       | 2–0     | Giao hữu                 |
| 6.  | 30 tháng 5 năm 2012  | Stade de Suisse, Bern, Thụy Sĩ                                 | Hàn Quốc        | 3–1       | 4–1     | Giao hữu                 |
| 7.  | 15 tháng 8 năm 2012  | Sân vận động Juan Ramón Loubriel, Bayamón, Puerto Rico         | Puerto Rico     | 1–0       | 2–1     | Giao hữu                 |
| 8.  | 7 tháng 9 năm 2012   | Sân vận động Pasarón, Pontevedra, Tây Ban Nha                  | Ả Rập Xê Út     | 1–0       | 5–0     | Giao hữu                 |
| 9.  | 8 tháng 6 năm 2013   | Sân vận động Sun Life, Miami Gardens, Hoa Kỳ                   | Haiti           | 1–0       | 2–1     | Giao hữu                 |
| 10. | 14 tháng 8 năm 2013  | Sân vận động tượng đài Isidro Romero Carbo, Guayaquil, Ecuador | Ecuador         | 2–0       | 2–0     | Giao hữu                 |
| 11. | 16 tháng 11 năm 2013 | Sân vận động Malabo, Malabo, Guinea Xích Đạo                   | Guinea Xích Đạo | 1–0       | 2–1     | Giao hữu                 |
| 12. | 9 tháng 10 năm 2015  | Sân vận động Las Gaunas, Logroño, Tây Ban Nha                  | Luxembourg      | 1–0       | 4–0     | Vòng loại Euro 2016      |
| 13. | 9 tháng 10 năm 2015  | Sân vận động Las Gaunas, Logroño, Tây Ban Nha                  | Luxembourg      | 4–0       | 4–0     | Vòng loại Euro 2016      |
| 14. | 13 tháng 11 năm 2015 | Sân vận động José Rico Pérez, Alicante, Tây Ban Nha            | Anh             | 2–0       | 2–0     | Giao hữu                 |
| 15. | 15 tháng 11 năm 2019 | Sân vận động Ramón de Carranza, Cádiz, Tây Ban Nha             | Malta           | 2–0       | 7–0     | Vòng loại Euro 2020      |

## Danh hiệu

### Câu lạc bộ
Villarreal
- Cúp Intertoto: 2004[83]

Arsenal
- Cúp FA: 2013–14, 2014–15
- Siêu cúp Anh: 2014, 2015

Al Sadd
- Qatar Stars League: 2020–21
- Cúp Qatar: 2021
- Emir of Qatar Cup: 2020, 2021
- Qatari Stars Cup: 2019–20

### Đội tuyển
Tây Ban Nha
- Giải vô địch châu Âu: 2008, 2012

### Cá nhân
- Cầu thủ Tây Ban Nha hay nhất năm: 2006–07[14]
- Cầu thủ hay nhất mùa của Arsenal: 2012–13[32]
- Cầu thủ hay nhất tháng của PFA do cổ động viên bầu chọn: tháng 12 năm 2014,[85] tháng 1 năm 2015[86]